# 東成田駅
東成田駅（ひがしなりたえき）は、千葉県成田市古込字込前にある、京成電鉄・芝山鉄道の駅である。

## 概要
京成電鉄の東成田線と、芝山鉄道の芝山鉄道線が乗り入れており、前者の終点でかつ後者の起点であるが、両線の列車は当駅を介して相互直通運転を行っており、運行形態が一体化している。ただし、芝山鉄道線でのPASMO・Suica等交通系ICカードの利用はできない。当駅は両社の共同使用駅であり、京成電鉄の管轄駅である。京成電鉄では、原則として他社との共同使用駅を含め駅番号の二重付番を行わない方針を採っているため、当駅の駅番号は京成電鉄に対してのみ付与されており、KS44である。
成田国際空港の敷地内にあり、1978年に成田空港旅客ターミナルビルの最寄りとなるターミナル駅「（旧）成田空港駅」として開業したが、1991年に現・成田空港駅（以下「新駅」）が開業した際に現在の名称へ変更され、ターミナル駅としての役割は新駅と1992年に開業した空港第2ビル駅に譲った。しかし、通勤時間帯を中心に空港内に勤務する利用客が多いほか、現在も改札外コンコースからは、空港第2ビル駅を経由して成田空港第2ターミナルへ抜ける地下連絡通路が設けられている。このような経緯から、現在でも「成田空港駅」だった当時の名残が各所に見られる。
当駅から先の芝山鉄道線は単線で、芝山千代田駅も単式ホーム1面1線構造であるため1編成しか入線できない。

## 歴史
- 1970年（昭和45年）11月 - 当駅の建設工事に着手[2]。
- 1972年（昭和47年）11月 - 突貫工事により駅設備が完成[2]。しかし空港開港が大幅に遅れたため（成田空港問題・三里塚闘争も参照）、当駅の開業も遅延することとなった[2]。
- 1978年（昭和53年）5月21日 - 京成電鉄本線の終点の成田空港駅として開業。当時は成田新幹線計画があり、当駅から空港に直結することができなかった。そのため、当時は現在の第1ターミナルしかなかった成田空港まで、成田空港交通により運行されていた有料の連絡バスか徒歩での移動を要した。
- 1988年（昭和63年）2月1日 - 駅構内が終日禁煙となる[3]。
- 1991年（平成3年）3月19日 - 1987年の国鉄分割民営化に伴い成田新幹線計画が消滅し、同線の施設の一部を活用して成田空港ターミナルに直接乗り入れる成田空港高速鉄道（JR東日本成田線・京成本線）の開業により、新線の方が本線となり、それまでの本線だった京成成田 - 成田空港間を「東成田線」として分離、それに伴い成田空港駅を東成田駅に改称した[4][5]。
- 2002年（平成14年）10月27日 - 東成田線を延長する形で芝山鉄道線が開業。同時に京成東成田線と芝山鉄道線の相互直通運転が開始され、当駅は両社の共同使用駅となる[6]。
- 2019年（令和元年）10月26日 - このダイヤ改正をもって、平日朝1往復のみ運行されていた当駅折り返しの快速が芝山千代田発着に変更された。そのため定期列車で当駅を始発および終着とする列車は消滅した。

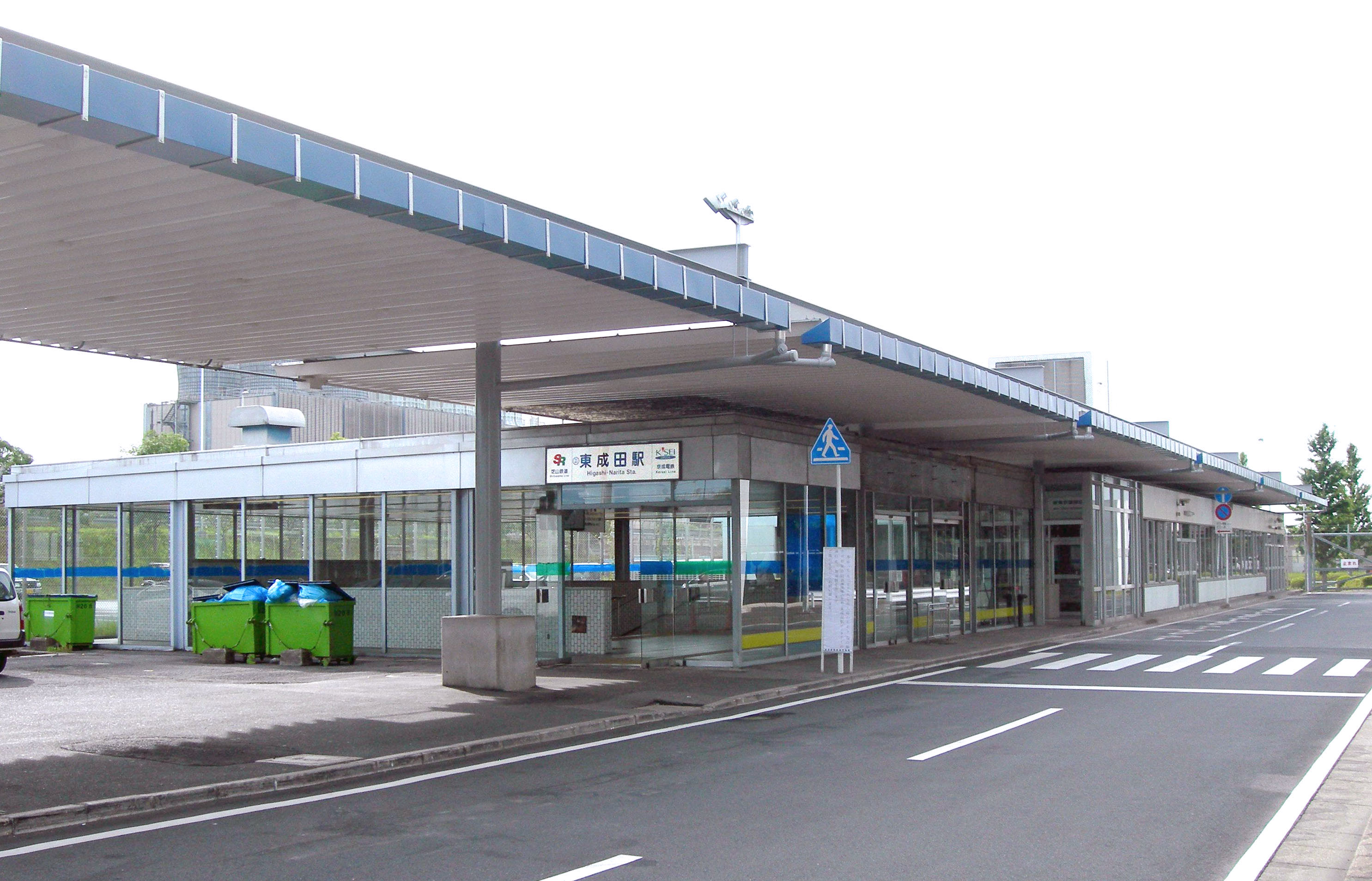
成田空港駅時代の面影を残す駅名看板更新前の駅舎（2010年7月）
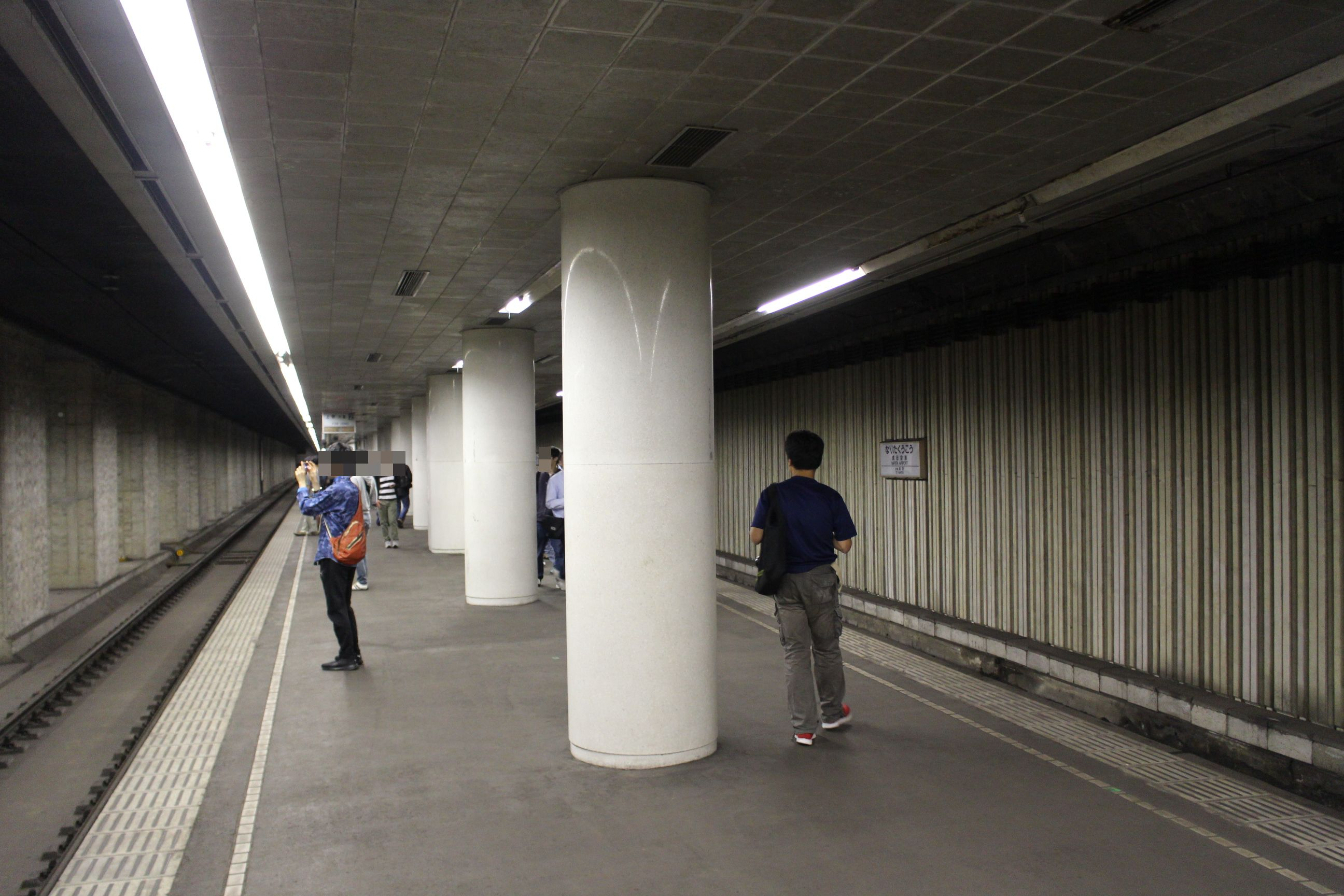
旧特急ホーム（2018年5月）※一般公開時
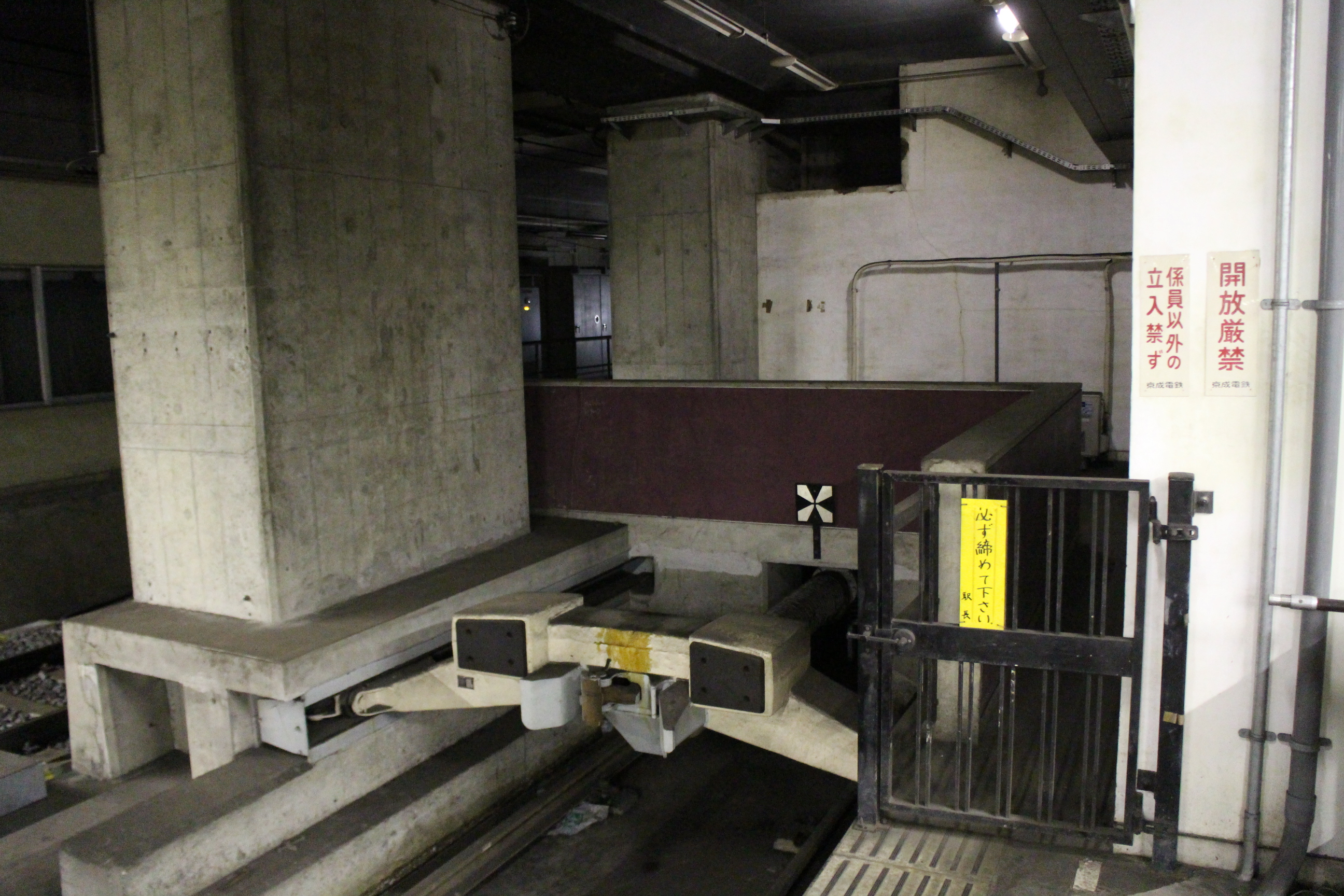
旧特急ホームの車止め（2018年5月）※一般公開時
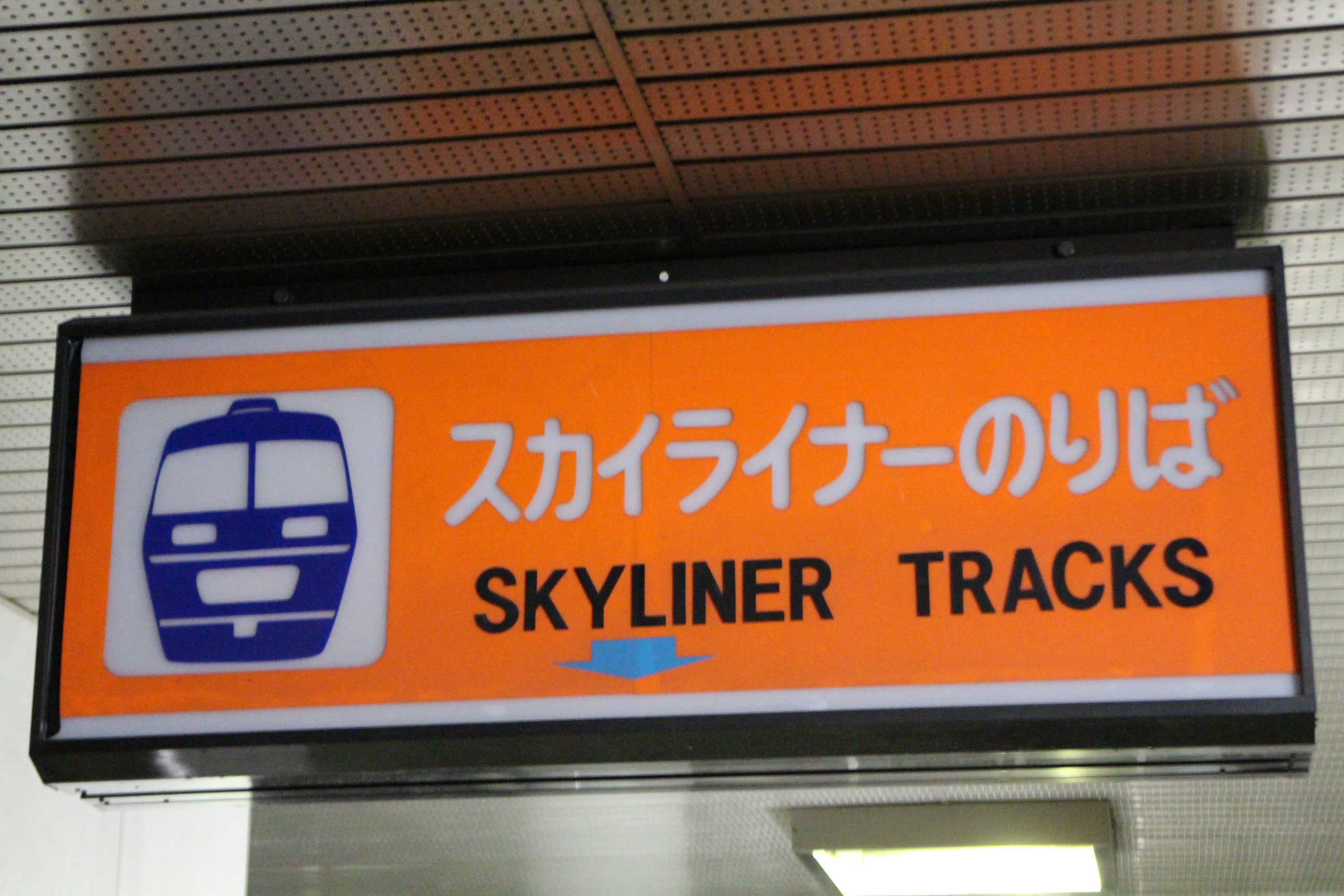
旧特急ホームの案内看板（2018年5月）※一般公開時
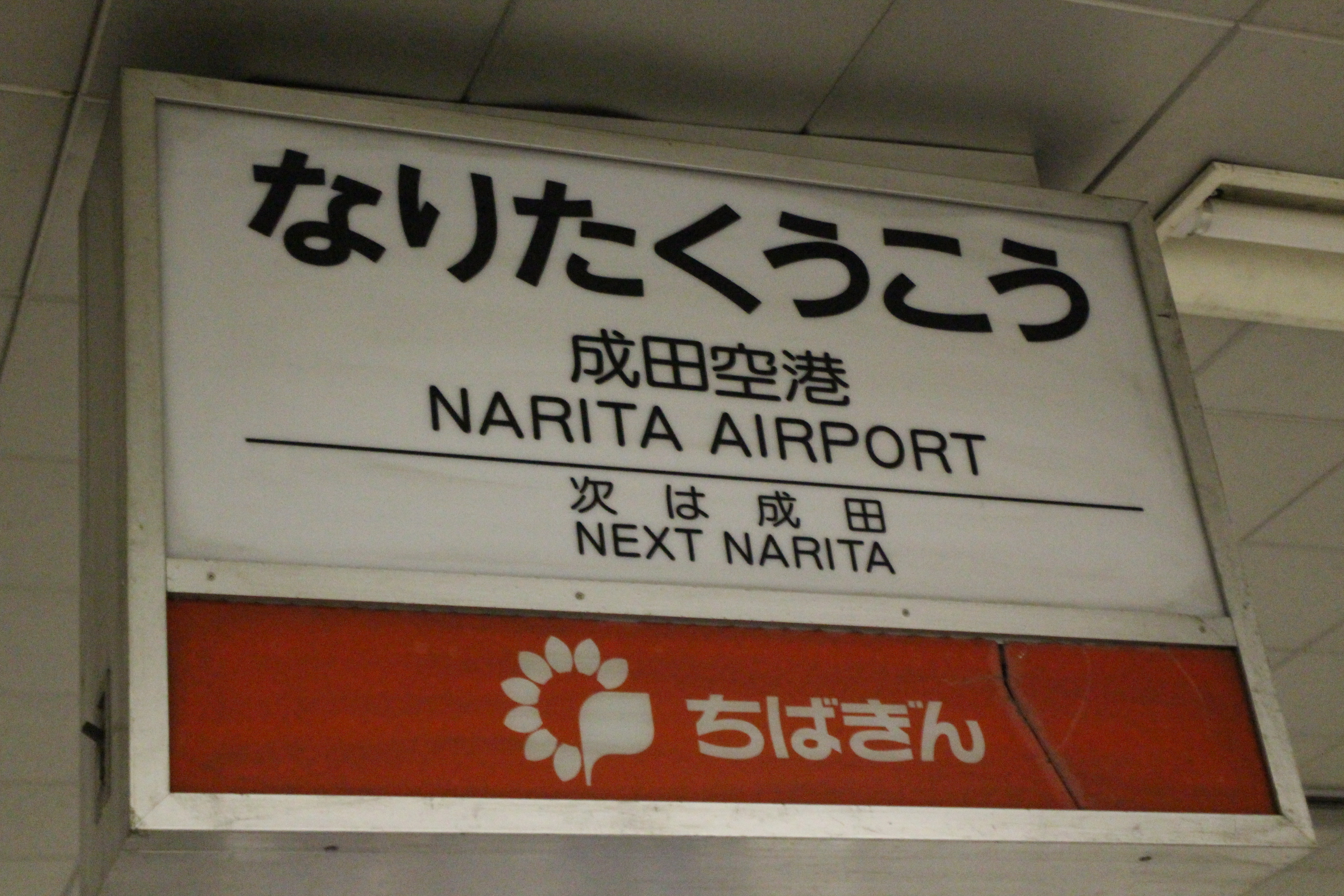
旧特急ホームに残る「成田空港」の駅名標（2018年5月）
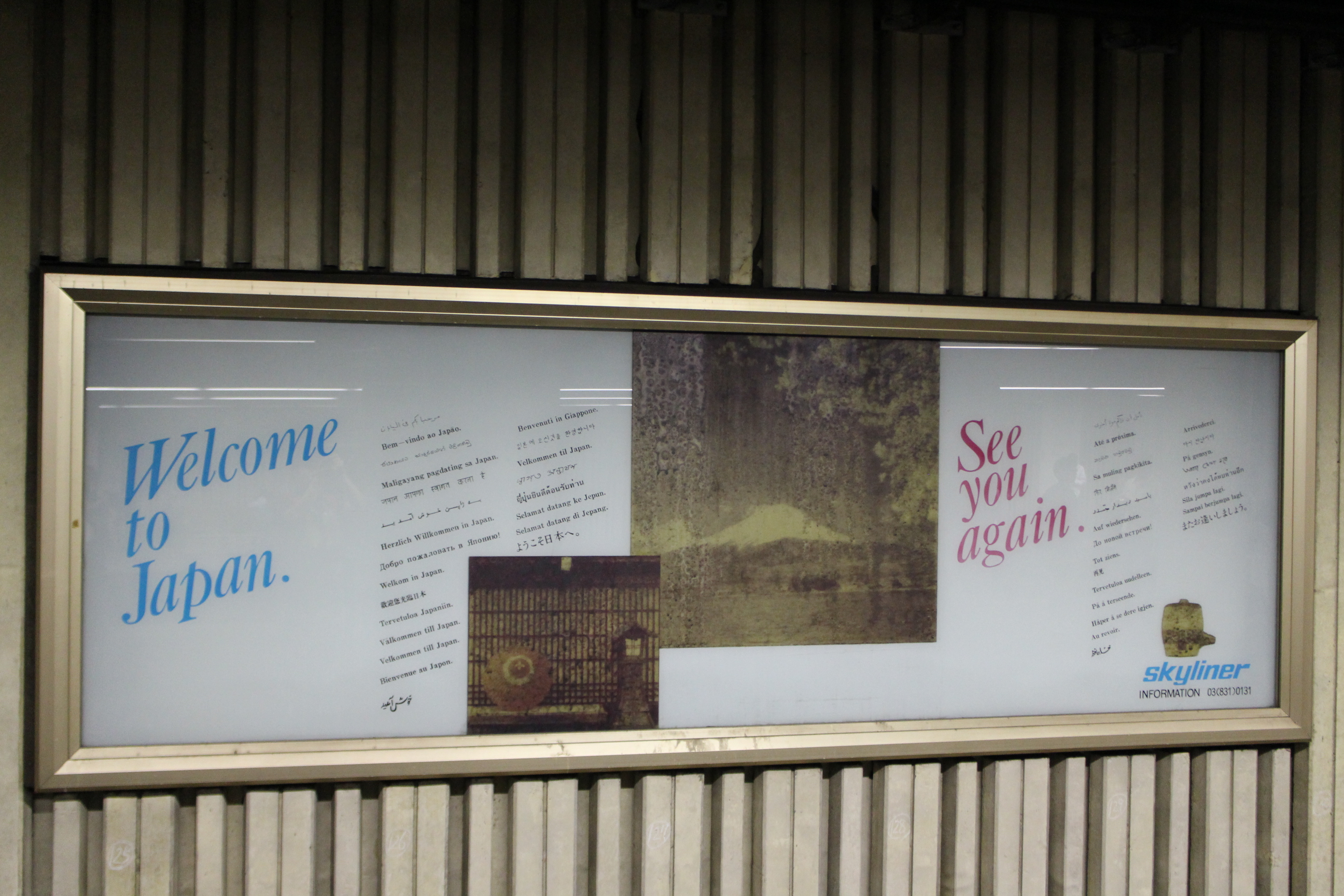
1990年代初頭のスカイライナー広告の看板（2018年5月）

## 駅構造
島式ホーム2面4線を有する地下駅。そのうち、実際に通常の旅客列車が使用しているのは1面2線である。エレベーターは設置されていないが、上りエスカレーター1基がホーム中央と改札内コンコースを結んでいる。改札外コンコースからは、5時20分から23時15分までは空港第2ビル駅を経由して成田空港第2ターミナルへ抜ける全長500メートルの地下通路が使用可能。当駅にも空港第2ビル駅の時刻表が掲出されており、連絡通路を抜けたところに設置されている自動券売機で同駅からの乗車券を購入することができる。
トイレは改札内にある。成田空港駅時代は列車の接近・到着・発車時における英語付きの案内放送が流れ発車ベルも鳴っていたが、改称してからは接近・案内放送が流れず、発車時に車載のベルが鳴るのみとなっている。
地上駅舎には、成田空港へ向かう連絡バス乗客のための第4ゲートが併設されていたが、現在は閉鎖されており、爆発物探知犬（通称K-9）の事務所として使用されている。また、これとは別に実質的な東成田駅の出入口となる空港敷地内に入るための徒歩専用の第5ゲートがあり、ここで検問が実施されていたが、2015年3月30日以降は原則として行われなくなった。
当駅は、広大な改札外コンコース内に大型の陶板壁画『曲水の宴』（原画：森田嚝平、造形：ルイ・フランセン。1980年5月21日設置）が飾られているほか、レストランの跡地があるなど、多くの場所で成田空港駅時代の面影を残している。成田空港駅時代は広大なコンコースを全て使用しており、駅構内店舗も営業し、エスカレーターも上下方向とも稼動していた。
ホームについても、1・2番線は特急・スカイライナー、3・4番線が普通専用であり、字幕式の発車標も設置されていたが、改称してからは、営業用として供用するコンコース面積が大幅に縮小され、発車標も撤去。特急ホームも閉鎖されて関係者以外立入禁止となった。以降、この旧特急ホームは2本の線路を留置線として使用している。また、同ホームについては床タイルが剥がされ、エスカレーターも停止しているが、駅名標は撤去されておらず「成田空港」表記のままである。また、同ホーム側に掲示されている広告も成田空港駅時代末期当時のままであり、中には東武鉄道の特急スペーシアが登場した当時、外国人観光客向けに日光観光をアピールするために設置された広告もある。ただ、これらの広告は長年手入れされておらず汚損や劣化が進んでいるという。旧特急ホームの線路は、芝山千代田方面には繋がっておらず行き止まりとなっている。旧特急ホームおよび閉鎖されたコンコースは通常時は立入りできないが、2018年5月20日には開業40周年を記念し先着1000名限定での見学会が行われたほか、京成が主催するツアー列車では当駅の旧特急ホームに入線するルートが組まれていることが多く、その際にも見学することが可能となっている。
成田空港駅時代に3・4番線として使用していた現在の1・2番線ホームも、改称後に駅名標が新タイプのものに置き換わり、広告も日本の風景のものに置き換えられた。芝山鉄道線が開業した後は新しく駅名標が設置され、従来の駅名標は使用停止となった。
1997年4月1日に博物館動物園駅が営業休止（2004年4月1日に廃止）してから、2010年7月17日に成田空港線（成田スカイアクセス線）が開業し成田湯川駅が新設されるまでの間、京成電鉄で停車する列車本数が最少の駅だった。芝山鉄道線開業前は上野・都営浅草線方面の列車を中心に発着していたが、開業後はそれが朝と夕方以降に縮小され、日中は京成成田 - 芝山千代田間の区間列車が発着している。

### のりば
| 番線         | 事業者   | 路線                     | 方向 | 行先                                                        | 備考       |
| ------------ | -------- | ------------------------ | ---- | ----------------------------------------------------------- | ---------- |
| 旧特急ホーム | 京成電鉄 | （留置線、通常時は閉鎖） | 上り | 留置もしくは留置後に京成成田方面へ折り返し                  | 旧1・2番線 |
| 1            | 京成電鉄 | 東成田線                 | 上り | 京成成田・京成船橋・日暮里・京成上野・押上・ 都営浅草線方面 | 旧3番線    |
| 2            | 芝山鉄道 | 芝山鉄道線               | 下り | 芝山千代田行                                                | 旧4番線    |

- 京成東成田線は複線であるが、配線上当駅構内で上下線が一度合流しているため、下り列車の到着・上り列車の発車を同時に行うことはできない。

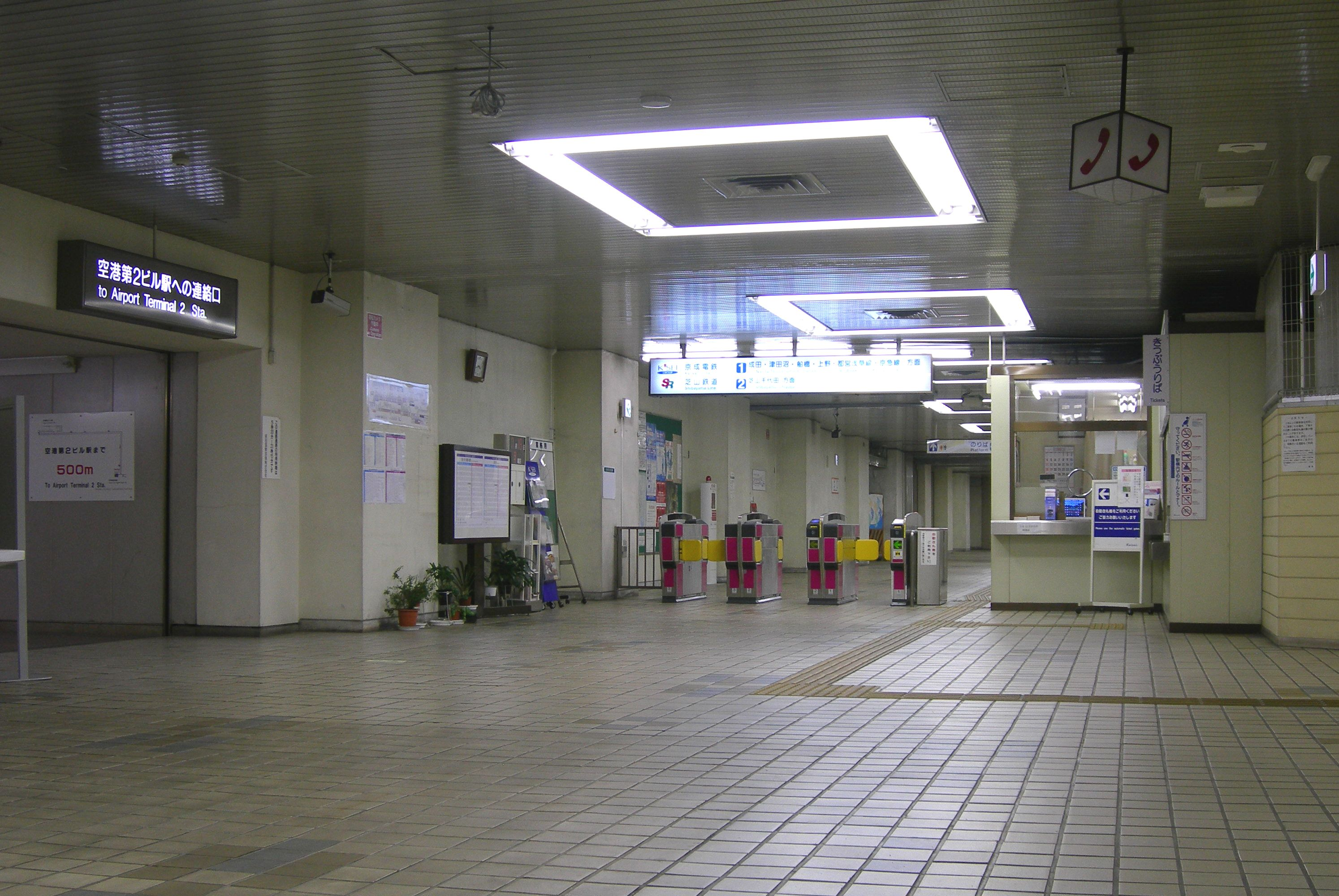
改札口（2010年7月）
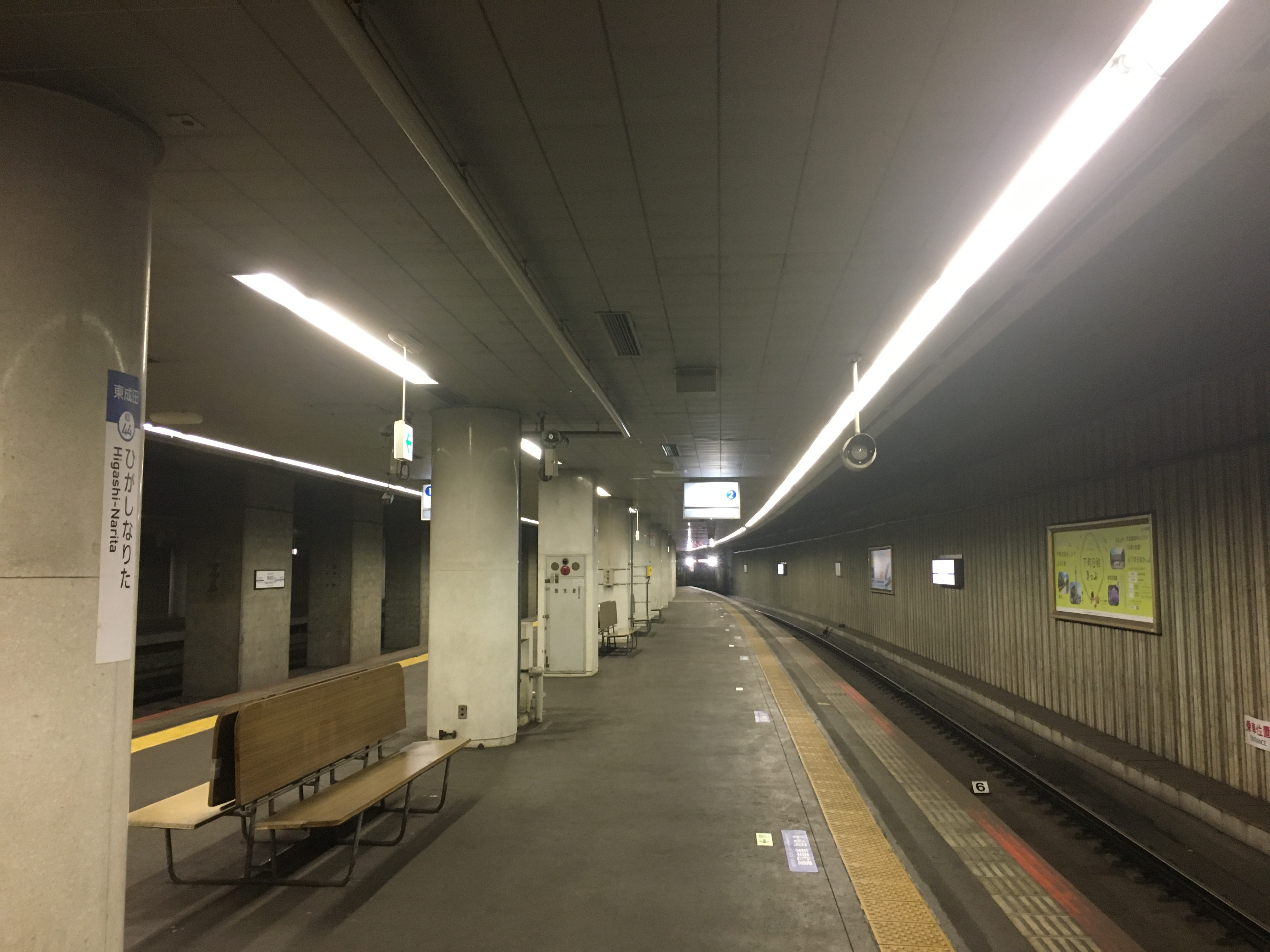
駅ホーム（2021年7月）
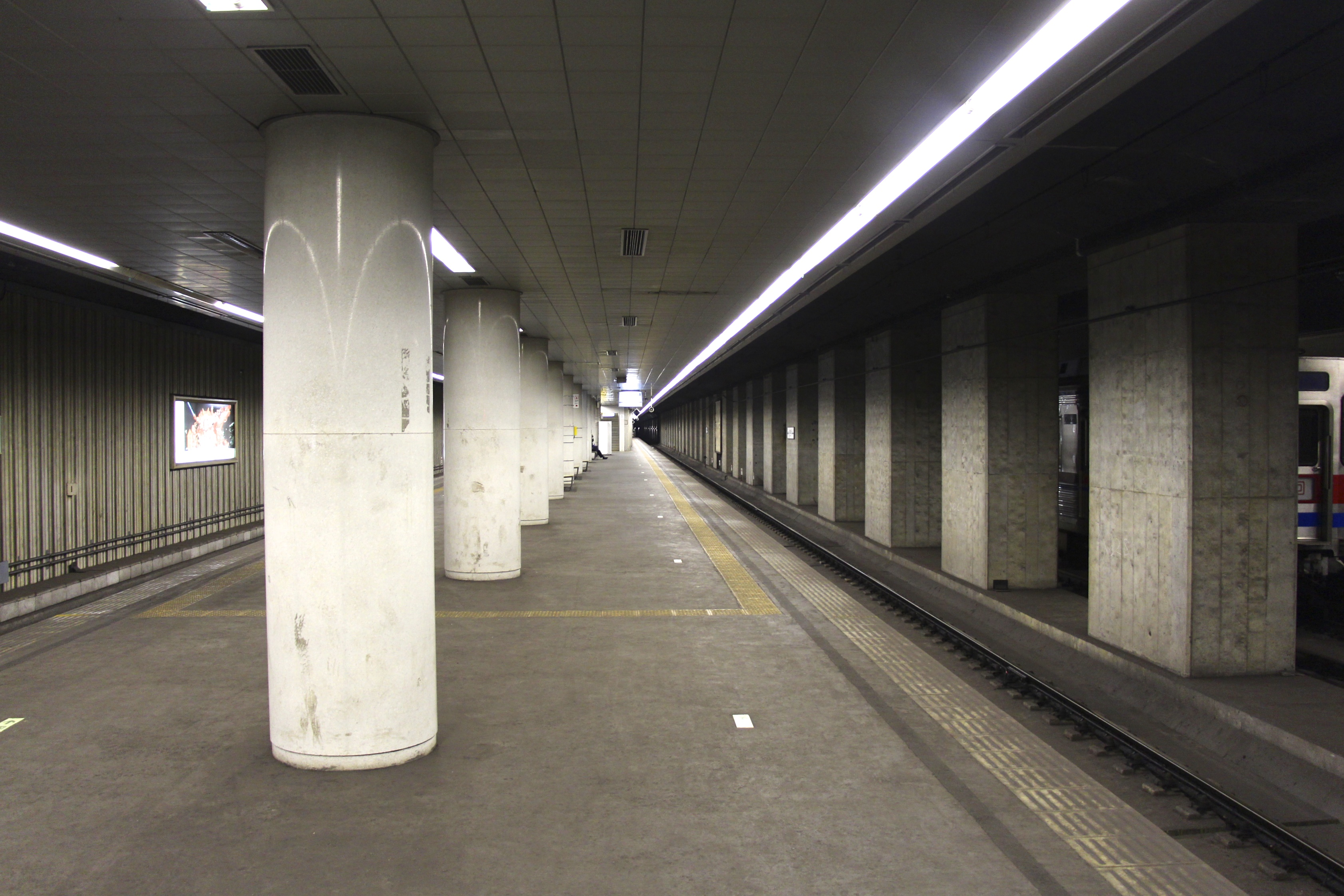
駅ホームより留置線に留置中の車両を望む（2012年12月）
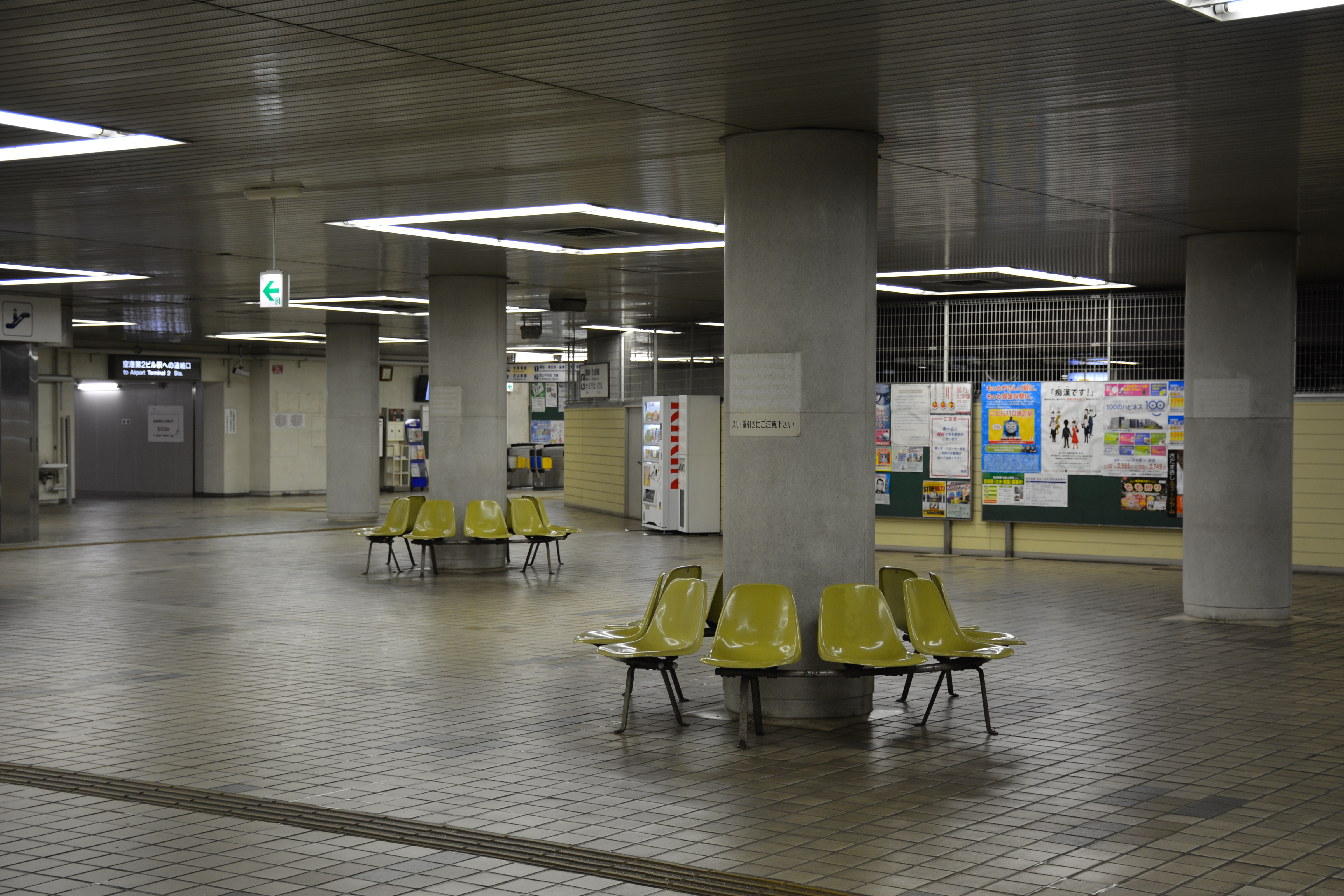
コンコース内のベンチ（2015年6月）
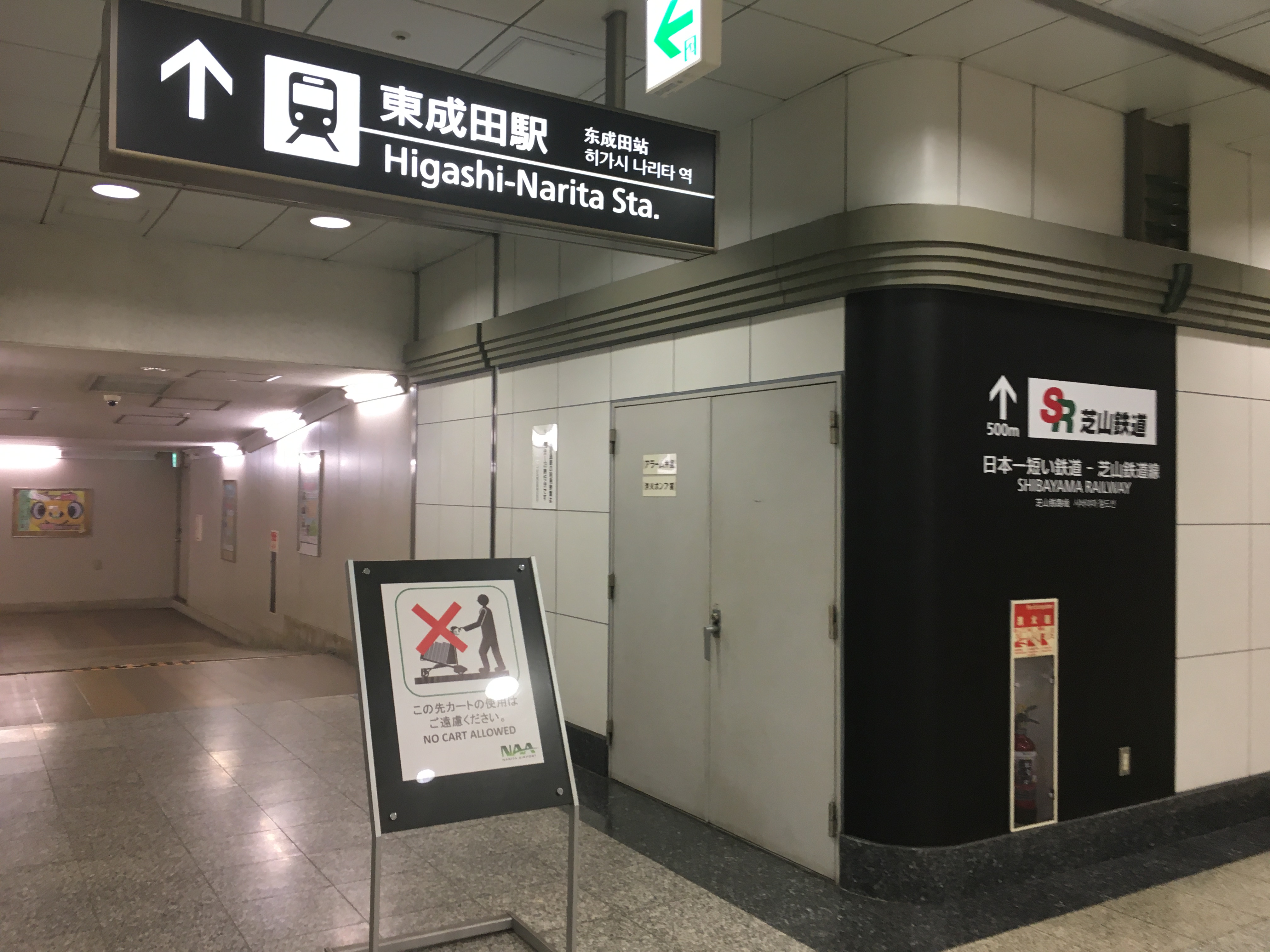
空港第2ビル駅側の連絡通路出入口（2021年7月）
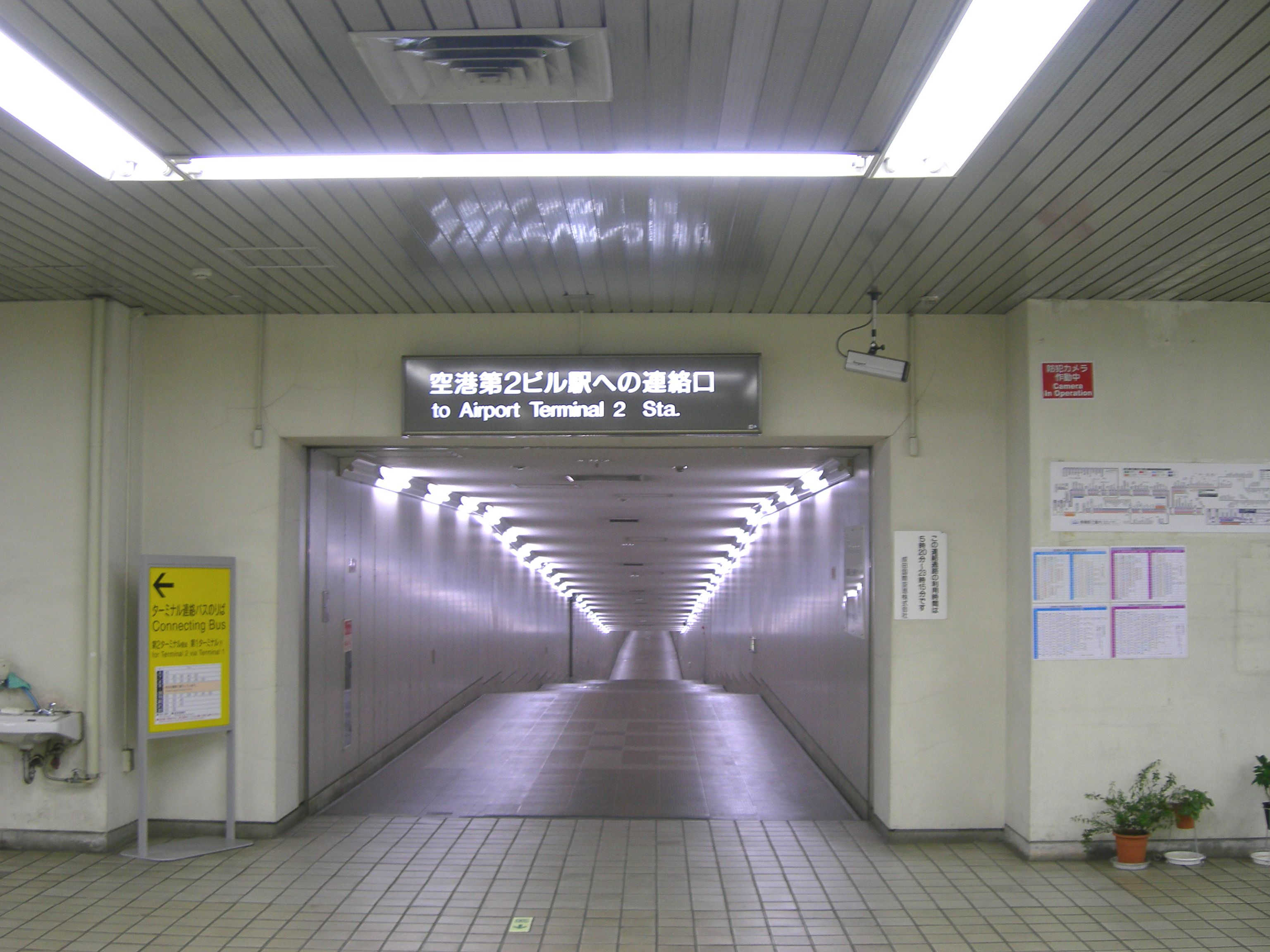
空港第2ビル駅・成田空港第2ターミナルビルへの連絡通路（2010年7月）
構内に設置されている陶板壁画『曲水の宴』（2007年5月）

## 利用状況
- 京成電鉄 - 2024年度の1日平均乗降人員は2,101人である[京成 1]。芝山鉄道との連絡人員（885人）を含む。
  - 当駅が空港アクセス駅として機能していた時代（成田空港駅時代）は、京成線内でも利用客数が多い駅で、最ピーク時は1日平均乗降人員が2万人強を記録していた。
- 芝山鉄道 - 2020年度の1日平均乗車人員は275人である[* 1]。
  - 駅の利用者は、ほとんどが成田国際空港関連会社への通勤客の利用で、航空旅客や見学・送迎者の利用は少ない。

近年の1日平均乗降・乗車人員推移は下表の通りである。
| 年度               | 京成電鉄         | 京成電鉄         | 芝山鉄道         |
| 年度               | 1日平均 乗降人員 | 1日平均 乗車人員 | 1日平均 乗車人員 |
| ------------------ | ---------------- | ---------------- | ---------------- |
| 1978年（昭和53年） |                  | 7,906            | 未開業           |
| 1979年（昭和54年） |                  | 7,840            | 未開業           |
| 1980年（昭和55年） |                  | 7,501            | 未開業           |
| 1981年（昭和56年） |                  | 7,400            | 未開業           |
| 1982年（昭和57年） |                  | 7,140            | 未開業           |
| 1983年（昭和58年） |                  | 7,153            | 未開業           |
| 1984年（昭和59年） |                  | 7,221            | 未開業           |
| 1985年（昭和60年） |                  | 7,441            | 未開業           |
| 1986年（昭和61年） |                  | 7,885            | 未開業           |
| 1987年（昭和62年） |                  | 8,930            | 未開業           |
| 1988年（昭和63年） |                  | 10,429           | 未開業           |
| 1989年（平成元年） |                  | 11,331           | 未開業           |
| 1990年（平成02年） |                  | 12,142           | 未開業           |
| 1991年（平成03年） |                  | 3,009            | 未開業           |
| 1992年（平成04年） |                  | 2,199            | 未開業           |
| 1993年（平成05年） |                  | 1,428            | 未開業           |
| 1994年（平成06年） |                  | 1,121            | 未開業           |
| 1995年（平成07年） |                  | 1,036            | 未開業           |
| 1996年（平成08年） |                  | 912              | 未開業           |
| 1997年（平成09年） |                  | 865              | 未開業           |
| 1998年（平成10年） |                  | 879              | 未開業           |
| 1999年（平成11年） |                  | 879              | 未開業           |
| 2000年（平成12年） |                  | 939              | 未開業           |
| 2001年（平成13年） |                  | 997              | 未開業           |
| 2002年（平成14年） |                  | 1,087            | 684              |
| 2003年（平成15年） | 2,518            | 1,162            | 576              |
| 2004年（平成16年） | 2,607            | 1,211            | 599              |
| 2005年（平成17年） | 2,612            | 1,207            | 594              |
| 2006年（平成18年） | 2,691            | 1,240            | 643              |
| 2007年（平成19年） | 2,647            | 1,213            | 694              |
| 2008年（平成20年） | 2,691            | 1,225            | 717              |
| 2009年（平成21年） | 2,613            | 1,189            | 687              |
| 2010年（平成22年） | 2,492            | 1,111            | 545              |
| 2011年（平成23年） | 2,033            | 924              | 479              |
| 2012年（平成24年） | 1,970            | 886              | 426              |
| 2013年（平成25年） | 1,968            | 889              | 389              |
| 2014年（平成26年） | 1,798            | 805              | 349              |
| 2015年（平成27年） | 1,751            | 793              | 357              |
| 2016年（平成28年） | 1,715            | 778              | 362              |
| 2017年（平成29年） | 1,723            | 776              | 372              |
| 2018年（平成30年） | 1,822            | 815              | 371              |
| 2019年（令和元年） | 1,796            | 807              | 367              |
| 2020年（令和02年） | 1,502            | 693              | 275              |
| 2021年（令和03年） | 1,562            | 719              |                  |
| 2022年（令和04年） | 1,730            | 793              |                  |
| 2023年（令和05年） | 1,928            | 727              |                  |
| 2024年（令和06年） | 2,101            | 885              |                  |

## 駅周辺

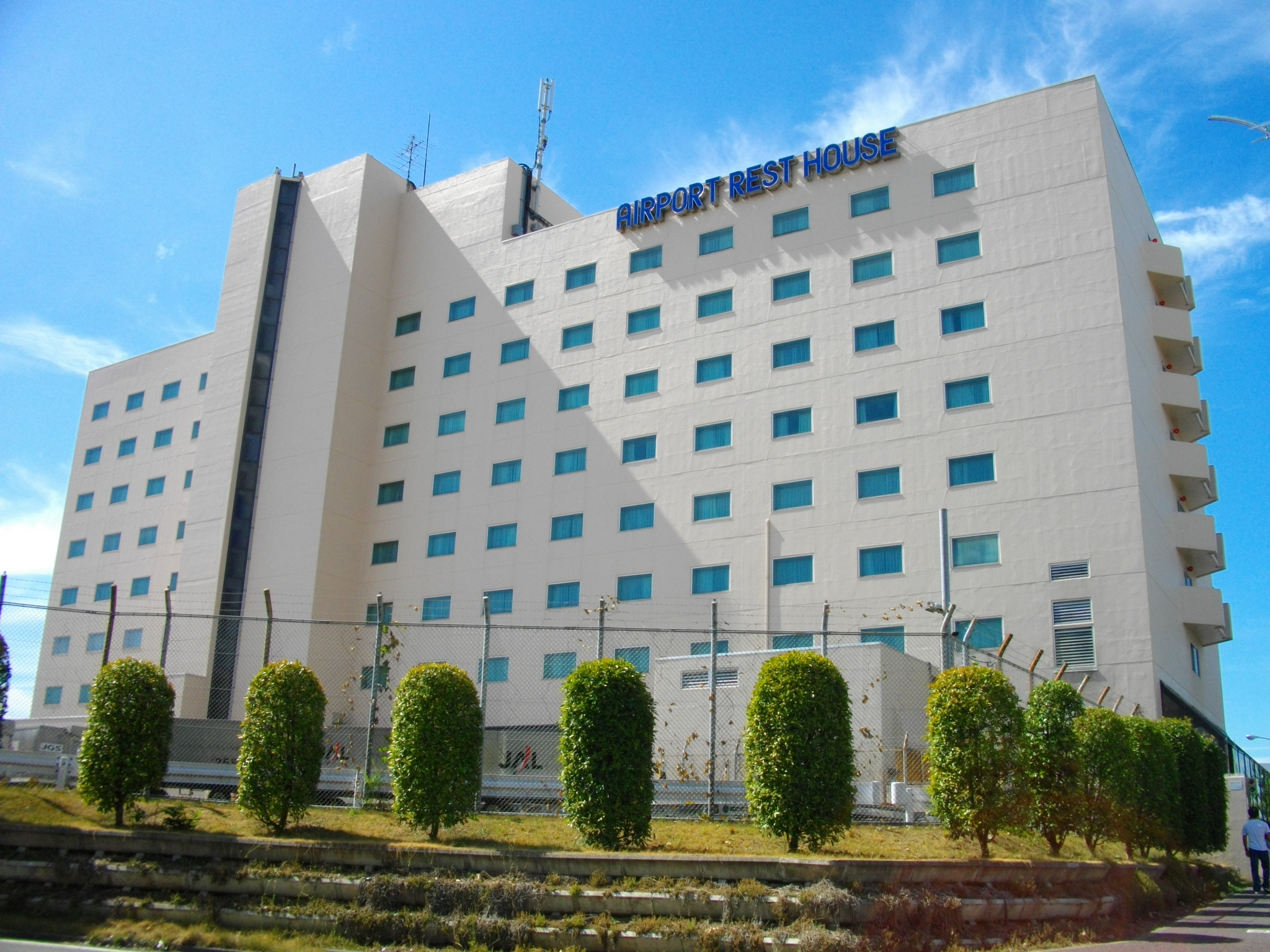
成田エアポートレストハウス

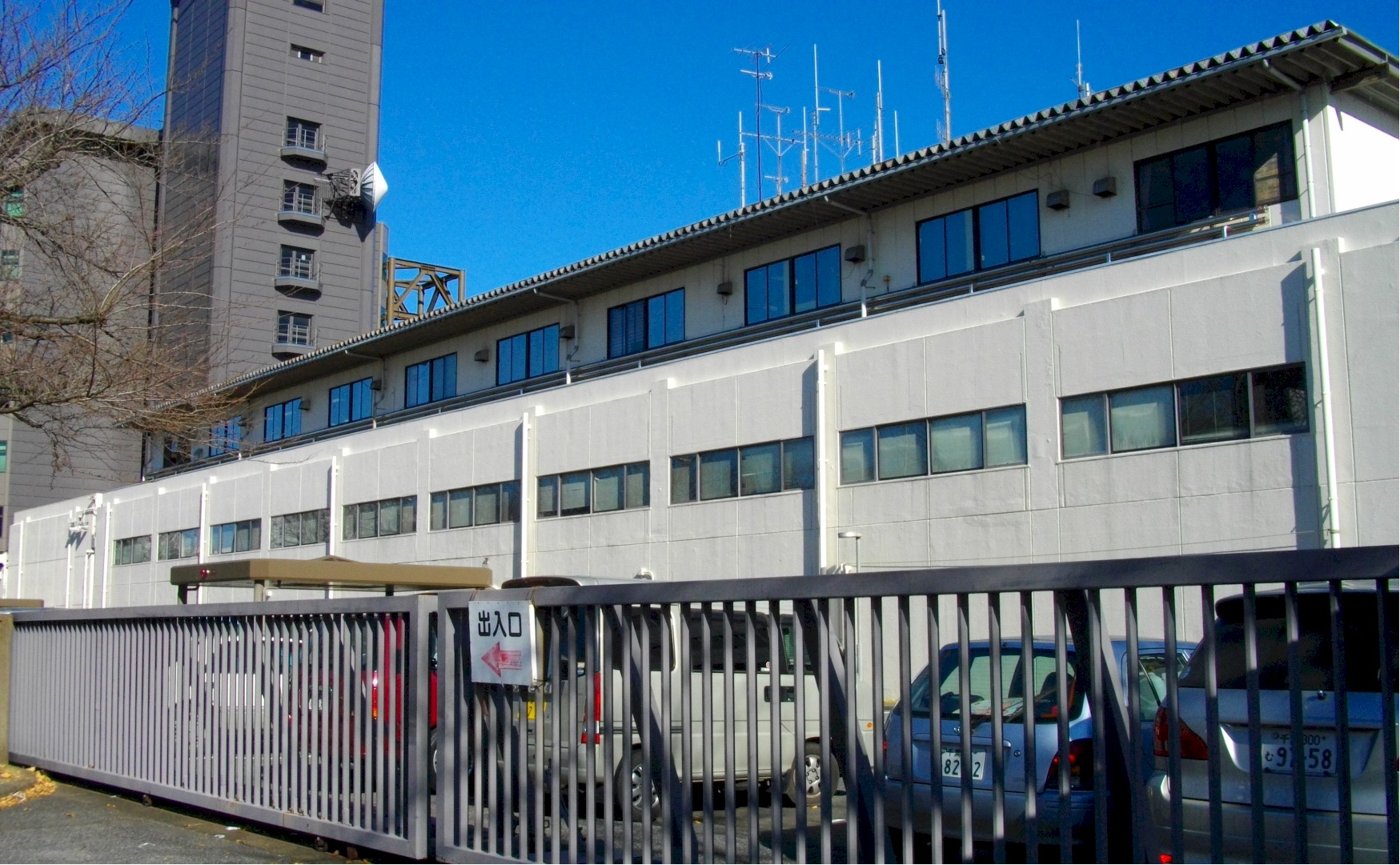
成田国際空港警察署

当駅は成田国際空港の敷地内にあり、駅名改称後も空港ターミナルへのアクセスに用いることができる。空港ターミナルビルへは徒歩や後述の連絡バスでアクセスすることも可能である。第2ターミナルへは、空港第2ビル駅へつながる地下通路を経由して徒歩で移動できる。
付近を通る高架道路（千葉県道62号成田松尾線）から車道および歩道が連絡している。この場合、当時実施されていた検問を通ることなく、当駅に行くことができたが、駅敷地内から出ることはできなかった。
- 成田国際空港警察署
- TFK（機内食製造会社）
- 成田エアポートレストハウス（ホテル）
- JALグランドサービス（日本航空系のグランドハンドリング会社）
- 成田国際空港貨物ターミナル地区 - 同地区の北半分へは空港第2ビル駅からの方が近い。
  - 日本航空貨物ビル（輸入）
  - 輸入共同上屋（国際空港上屋 (IACT)〈輸入〉）
  - 成田空港合同庁舎
    - 東京税関成田航空貨物出張所
    - 横浜植物防疫所成田支所第1航空貨物担当
    - 動物検疫所成田支所

## バス路線
成田空港駅時代は、第1ターミナルまでの有料連絡バスが発着していた。駅名改称後も京成成田駅・多古方面などへの路線バスの乗り場があったが、芝山鉄道線の開業により芝山千代田駅へ移転した。
現在、上記第5ゲートを出た空港東通り上のバス停から、成田国際空港内を走る無料のターミナル間連絡バス（京成バス千葉イーストによる運行）が、第1・第2・第3ターミナル間を結んでいる（一部便は第3ターミナルを経由しない）。連絡バスの他ののりばと異なり乗降客のない場合は通過するため、東成田駅で降車する際はバス車内の降車ボタンを押すよう案内されている。なお、2018年10月以降、成田空港公式サイト上のページや各ターミナルのフロアガイドから東成田駅のりばの表記が省略されているが、連絡バスは引き続き経由している。
このほかに、日本航空や全日本空輸など一部の空港関連企業の送迎バスの発着がある。

## その他
- 京成成田以西の各駅 - 成田空港・空港第2ビル間の定期券で、京成成田 - 当駅間にも乗車することが出来る特例を設けている。
- 2011年11月に発売された「ブルーリボン賞歴代受賞車両記念乗車券」には、「東成田（旧成田空港）」の発駅表示も印刷された。

## 隣の駅
京成電鉄・芝山鉄道
 東成田線・ 芝山鉄道線
■快速特急・■特急・■通勤特急・■快速・■普通（特急は土休日夕方1本のみ運転）
京成成田駅（KS 40、東成田線）- （駒井野信号場） - 東成田駅（KS 44） - 芝山千代田駅（SR 01、芝山鉄道線）